# Химна Танзаније
"Mungu ibariki Afrika" је химна Танзаније.

## Mungu ibariki Afrika
Mungu ibariki Afrika

Wabariki Viongozi wake

Hekima Umoja na

Amani Hizi ni ngao zetu

Afrika na watu wake.

Рефрен:

Ibariki Afrika

Ibariki Afrika

Tubariki watoto wa Afrika. 

Mungu ibariki Tanzania

Dumisha uhuru na Umoja

Wake kwa Waume na Watoto

Mungu Ibariki Tanzania na watu wake. 

Рефрен:

Ibariki Tanzania

Ibariki Tanzania

Tubariki watoto wa Tanzania. 

## Српски превод
Боже благослови Африку.

Благослови њене вође.

Судбина јединство и

Мир су наш штит:

Африка и њен народ.

Рефрен:

Благослови Африку,

Благослови Африку,

Благослови нас, децу Африке. 

Боже благослови Танзанију.

Вечну слободу и јединство

За њене жене, мушкарце и децу.

Боже благослови Танзанију и њен народ.

Рефрен:

Благослови Танзанију,

Благослови Танзанију,

Благослови нас, децу Танзаније. 